# Bree Runway
Brenda Wireko Mensah (nascida em 18 de novembro de 1992), conhecida profissionalmente como Bree Runway, é uma cantora, rapper e compositora inglesa de Hackney, Londres. Assinou contrato com a EMI Records em 2018 e posteriormente lançou seu primeiro EP comercial, Be Runway, em agosto de 2019, seguido por sua mixtape de estreia, 2000and4Eva, em novembro de 2020.

## Início da vida
Mensah nasceu em 18 de novembro de 1992 em Hackney, onde foi criada.  Ela tem ascendência ganense. Ela residia em uma rua que recebeu o apelido de "Milha do assassinato" devido aos altos índices de crime e conflito.   Runway vê suas experiências como se ela precisasse ser "jogo duro", resiliente e "ter instigado uma luta em mim", coisas pelas quais ela é grata. Aos 9 anos de idade, Runway vivenciou bullying e colorismo, o que a fez clarear a pele e ter uma reação química negativa ao produto. Runway acredita que esses momentos a moldaram tanto como pessoa quanto como artista. Runway discutiu a mudança atitude positiva em relação à sua pele quando ela foi para uma faculdade no sul de Londres, onde conheceu a modelo Leomie Anderson, que a encorajou a tirar fotos de si mesma e "assumir o controle da nossa situação".
Runway revelou que só se interessava por música na escola, mas nunca se considerou uma musicista. Matriculou-se na disciplina de tecnologia musical, que lhe ensinou os fundamentos da produção musical. Como resultado, Runway começou a produzir batidas e fazer freestyle com amigos. Runway diz que comprou um "kit de estúdio caseiro" com seu primeiro salário, por onde começou a escrever e produzir suas próprias canções. Seus primeiros trabalhos, como RNWY 01, foi gravado com esse kit. Ela explica que a autossuficiência a ensinou qual estilo queria seguir. Runway revelou que uma vez a ex-primeira-dama dos Estados Unidos, Michelle Obama, visitou sua escola. Bree apresentou-se para ela e foi orientada a continuar seguindo carreira musical e que Michelle queria vê-la se apresentar na Casa Branca, ao que Runway respondeu "Então me convide!".

## Carreira

### 2015 – 2019: Início da carreira eBe Runway
Bree Runway fez sua estreia solo com dois EPs lançados de forma independente: RNWY 01 e Bouji, disponibilizados em novembro de 2015 e maio de 2016, respectivamente. Depois lançou comercialmente seu single de estreia "Butterfly" em novembro de 2016. Lançou junto um videoclipe, filmado em Dubai pela modelo Leomie Anderson e dirigido pela própria Runway.
Em 21 de setembro de 2017, Bree Runway lançou o áudio e também o videoclipe de "What Do I Tell My Friends?". O vídeo atrairia bastante atenção, sendo o primeiro a passar mais de cem mil visualizações e arrancar elogios pela séria abordagem sobre a exploração de mulheres jovens pela indústria da moda. Bree Runway apareceu no single "Word of Mouth", da dupla eletrônica britânica Metroplane, lançado em fevereiro de 2018.
Em 2018, Bree Runway assinou contrato com a Virgin EMI Records. Em maio de 2019 ela lançou, como estréia numa grande gravadora, o single "2ON". A faixa seria posteriormente incluída na lista das 50 músicas mais populares de 2019 da revista Paper. A montadora Toyota também usaria a faixa em um anúncio na campanha Leave Ordinary Behind pro modelo C-HR. Em julho de 2019, o single "Big Racks" com Brooke Candy foi lançado. Tanto "2ON" quanto "Big Racks" estrearam com videoclipes. Em 16 de agosto de 2019, Runway lançou seu EP de estreia em uma grande gravadora, Be Runway, precedido pelos singles "2ON" e "Big Racks", com Brooke Candy. Um vídeo para a faixa "All Night" foi lançado 5 dias depois, tornando-se o terceiro e último single do álbum.

### 2020 – presente:2000and4Eva
Em 5 de março de 2020, Bree Runway lançou o single "Apeshit", que foi recebido com aclamação da crítica e atraiu comparações imediatas com Missy Elliott, que mais tarde assinaria a faixa no Twitter. Uma versão censurada da canção intitulada "Ain't It" foi incluída na trilha sonora de FIFA 21 VOLTA Football. Em abril de 2020, Bree Runway foi capa da 87ª edição da revista britânica <i id="mwdA">Notion</i>. Em 28 de abril de 2020, Runway anunciou que seu próximo single se chamaria "Damn Daniel" e seria uma colaboração com o cantor e rapper americano Yung Baby Tate . O single foi lançado em 30 de abril, junto com um videoclipe "edição quarentena". Na mesma data, a canção foi apresentada no programa Future Sounds da Annie Mac na BBC Radio 1 como o "Som Mais Quente do Mundo".
Em 10 de julho de 2020, Bree Runway participou de um remix do single "XS" de Rina Sawayama. Em julho de 2020, Bree Runway lançou o single "Gucci" com o rapper americano Maliibu Miitch. Ela também lançou o single "Little Nokia" em setembro de 2020, que mais tarde seria classificada como a quarta melhor música de 2020 pela revista Time. Em outubro de 2020, Bree Runway foi a estrela da capa da edição DIY da revista britânica Hunger. Em outubro de 2020, Runway anunciou o lançamento de sua mixtape de estreia, 2000and4Eva, lançada em 6 de novembro de 2020 pela Virgin EMI Records. O lançamento da mixtape foi precedido e apoiado pelos singles; "Apeshit", "Damn Daniel", "Gucci", "Little Nokia" e "ATM". Um videoclipe para "ATM", quinto single da mixtape, com participação de Missy Elliott, foi lançado em 11 de janeiro de 2021. Uma versão solo da canção intitulada "Breemix" foi lançada em 25 de janeiro do mesmo ano.
Em 28 de março de 2021, Bree Runway anunciou o lançamento do single "Hot Hot", que foi lançado em 31 de março de 2021. Em 20 de maio de 2021, "Space Ghost Coast to Coast", uma colaboração com a banda de rock inglesa Glass Animals foi lançada.

## Arte
Eu sempre sinto a necessidade de corrigir as pessoas quando me chamam de "sensação R&B". Já disse antes e vou repetir. Meu estilo não é R&B. Preciso reforçar isso, porque o mundo é obcecado em rotular as pessoas e colocá-las em caixas de forma que o artista perde sua essência, e começa a ficar obcecado e colocar-se em uma caixa. Então as pessoas ficam desconfortáveis em sair da mesmice e ser quem são de fato, pois acreditam que devem ser o que demandam que elas sejam, e isso é bem errado.

—Bree Runway sobre categorização de gênero.
Bree Runway expressou seu som como "gênero curvo", bem como "gênero fluido". Seu material experimenta uma infinidade de gêneros, incluindo pop, trap, dance, R&B, rock e hyperpop. Apesar de ter assinado contrato com uma grande gravadora, Runway revelou que é inteiramente responsável por seu processo criativo. Ela tenta estudar gêneros que não ouve no dia a dia, explicando que há "inspiração em todos os lugares". Referente ao seu estilo sonoro, ela enfatiza a desaprovação da rotulagem de gênero.
Bree cita Lil 'Kim, Britney Spears, Madonna, Missy Elliott, Pharrell, Kelis, Lady Gaga e The Neptunes como suas maiores influências.

## Prêmios e indicações
| Organização | Ano  | Categoria                              | Trabalho    | Resultado | Ref.   |
| ----------- | ---- | -------------------------------------- | ----------- | --------- | ------ |
| MOBO Awards | 2020 | Vídeo do ano                           | "Apeshit"   | Nomeada   | [ 34 ] |
| BBC         | 2020 | Som de 2021                            | Ela própria | Nomeada   | [ 35 ] |
| BET         | 2021 | Melhor Artista Revelação Internacional | Ela própria | Venceu    | [ 36 ] |